# Dzieło Poświęcenia Rodzin
Dzieło Poświęcenia Rodzin – katolickie dzieło pobożne polegające na poświęceniu się rodziny Najświętszemu Sercu Pana Jezusa; działa pod patronatem Apostolstwa Modlitwy.
Apostolstwo Modlitwy, poprzez swoje pismo Posłaniec Serca Jezusowego (zał. w 1872) oraz Głosy Katolickie (od 1900) i Kalendarz Serca Jezusowego (od 1907) wspierało Dzieło Poświęcenia, do czego przyczyniła się także publikacja wielu modlitewników i książek ascetycznych. W ten sposób rozpoczęło swoją działalność Wydawnictwo Apostolstwa Modlitwy.
W roku 1917 w centrali Apostolstwa Modlitwy w Krakowie utworzono Sekretariat Poświęcenia Rodzin. Dzięki staraniom biskupa Adama Stefana Sapiehy, papież Benedykt XV włączył w roku 1919 dzieło Poświęcenia Rodzin pod wyłączny zarząd Apostolstwa Modlitwy.